# Erwin Finkenzeller
Erwin Finkenzeller (* 9. Mai 1903 in München; † nach 1949) war ein deutscher Werbeleiter und Geschäftsführer.

## Leben
Finkenzeller war schon 1923 Teilnehmer des Hitler-Putsches in München, ehe er zum 10. Februar 1926 in NSDAP eintrat (Mitgliedsnummer 31.013). 1927 wurde er Werbeleiter im Münchner Zentralverlag der NSDAP Franz Eher, in dem u. a. auch der Völkische Beobachter erschien. 1933/34 wurde Finkenzeller Geschäftsführer im Werberat der deutschen Wirtschaft. In dieser Funktion nannte er in einem Vortrag Ende November 1933 als wesentliche Aufgabe des Werberats das deutsche Anzeigenweisen unter nationalsozialistischer Führung „zu säubern und zu organisieren“. Anschließend war Finkenzeller von 1934 bis 1943 Leiter der Allgemeine Anzeigen Gesellschaft (Ala) und 1942 zugleich Verlagsleiter der Deutschen Zeitung in Norwegen. 1943 wurde er Mitglied der Waffen-SS und trat in die SS-Standarte Kurt Eggers ein, die Propagandatruppe der SS.
Nach dem Zweiten Weltkrieg wurde Finkenzeller bei seinem Entnazifizierungsverfahren durch die Spruchkammer München am 28. Dezember 1948 als „Mitläufer“ eingestuft. Allerdings habe er, so die Spruchkammer, durch seine Beteiligung am Hitler-Putsch 1923, für die er mit dem Blutorden ausgezeichnet worden war, den Nationalsozialismus „mehr als unwesentlich gefördert“. 1949 wurde Finkenzeller innerhalb der Geschäftsführung der Frankfurter Allgemeinen Zeitung als Direktor zuständig für den Anzeigenbereich der Zeitung. Diese Funktion erhielt er auf Vorschlag des Zeitungsgründers Erich Welter, der die anfänglichen Bedenken des Geschäftsführers Otto Klepper wegen Finkenzellers NS-Vergangenheit zerstreuen konnte. Finkenzeller sei im Hinblick auf die Optimierung des Anzeigengeschäfts, so Welter, „eine ausgesprochene Kanone“, könne aber nur „von der Verlagsleitung aus richtig operieren“.

## Schriften
- Der Werberat ordnet das Anzeigenwesen! Reklame-Schutzverband, Berlin-Lichterfelde-West 1933